# دراسات سريانية
الدراسات السريانية هو مجال أكاديمي يختص بدراسة اللغة السريانية (وتشمل دراسة اللغة الآرامية إلى جانب السريانية) والمسيحية السريانية.